# طواف أين 2022
طواف أين 2022 (بالفرنسية: Tour de l'Ain 2022)‏ هو سباق دراجات هوائية من فئة  سباق المرحلة، وهو الموسم الرابع والثلاثين من طواف أين، وأقيم خلال الفترة من 9 أغسطس 2022، وحتى 11 أغسطس 2022.
فاز بالمركز الأول ويليام مارتن، وبالمركز الثاني ماتياس سكجلموس جنسن، وبالمركز الثالث رودي مولار، وفاز ماتياس سكجلموس جنسن في ترتيب النقاط، وكان الفائز حسب النقاط للشباب ماتياس سكجلموس جنسن، وكان الفائز في تصنيف الجبال Hannes Wilksch ‏، والفائز في تصنيف القتال جوليان ألافيليب، وفاز تريك سيغافريدو في ترتيب الفرق.

## الفرق
| فرق عالمية (9)- AG2R Citroën Team - Cofidis - EF Education-EasyPost - Groupama-FDJ - Lotto-Soudal - Movistar Team - Quick-Step Alpha Vinyl - Trek-Segafredo - UAE Team Emirates فرق برو (4)- Arkéa-Samsic - بي آند بي هوتيلز 2022 ‏ - فريق إيولو كوميت لركوب الدراجات 2022 ‏ - TotalEnergies فرق قارية (6)- Van Rysel–Roubaix ‏ - Nice Métropole Côte d'Azur ‏ - فريق ريوال للدراجات 2022 ‏ - سانت ميشيل-أوبير 93 2022 ‏ - CIC U Nantes Atlantique ‏ - XDS Astana Development Team ‏ فريق وطني- منتخب ألمانيا الوطني لسباق الدراجات على الطريق للرجال تحت 23 سنة ‏ |  |
| |  |

## المراحل
| قائمة المراحل | قائمة المراحل | قائمة المراحل                            | قائمة المراحل      | قائمة المراحل | قائمة المراحل | قائمة المراحل   | قائمة المراحل |
| المرحلة       | التاريخ       | الدورة                                   |                    | المسافة (كم)  | الارتفاع      | الفائز بالمرحلة | القائد العام  |
| ------------- | ------------- | ---------------------------------------- | ------------------ | ------------- | ------------- | --------------- | ------------- |
| المرحلة 1     | 9 أغسطس       | شاتيون-سير-شالارون، أين – Val-Revermont ‏ | مرحلة مستوية       | 150٫9         | 1210 م        | جيك ستيوارت     | جيك ستيوارت   |
| المرحلة 2     | 10 أغسطس      | سان-فولباس، أين – لانيو، أين             | مرحلة جبلية متوسطة | 142٫5         | 2679 م        | ويليام مارتن    | ويليام مارتن  |
| المرحلة 3     | 11 أغسطس      | Plateau d'Hauteville ‏ – Monts Jura ‏      | مرحلة جبلية        | 128٫9         | 3214 م        | أنطونيو بيدرو   | ويليام مارتن  |

## النتيجة

### مرحلة 1
هي مرحلة مستوية، أقيمت في 9 أغسطس 2022، وامتدّت لمسافة 150.9 كيلومتر. فاز بالمرحلة جيك ستيوارت، وكان متصدر الترتيب العام في نهاية المرحلة جيك ستيوارت، وكان المتصدر حسب ترتيب النقاط جيك ستيوارت، وكان المتصدر في ترتيب التسلق جورج بينيت، وتصدر ترتيب النقاط للشباب جيك ستيوارت، وكان متصدر ترتيب الفرق دكونيك كويك ستب.

| التصنيف العام                           | التصنيف العام       | التصنيف العام               | التصنيف العام | التصنيف العام |
| العداء                                  | العداء              | الفريق                      | الوقت         |               |
| --------------------------------------- | ------------------- | --------------------------- | ------------- | ------------- |
| 1                                       | جيك ستيوارت         | Groupama-FDJ                | 3 س 19 د 35 ث |               |
| 2                                       | Romain Cardis ‏      | إتش بي بي تي بي – أوبير 93 ‏ | + 4 ث         |               |
| 3                                       | Stan Van Tricht ‏    | Quick-Step Alpha Vinyl      | + 6 ث         |               |
| 4                                       | Geoffrey Soupe ‏     | TotalEnergies               | + 10 ث        |               |
| 5                                       | Axel Mariault ‏      | CIC U Nantes Atlantique ‏    | + 10 ث        |               |
| 6                                       | ماتياس سكجلموس جنسن | تريك سيغافريدو              | + 10 ث        |               |
| 7                                       | كليمان فنتوريني     | AG2R Citroën Team           | + 10 ث        |               |
| 8                                       | Pierre-Pascal Keup ‏ | Team Lotto–Kern Haus ‏       | + 10 ث        |               |
| 9                                       | Andrea Piccolo ‏     | EF Education-EasyPost       | + 10 ث        |               |
| 10                                      | ريان جيبونز         | فريق الإمارات               | + 10 ث        |               |
|                                         |                     |                             |               |               |
| مصادر: ProCyclingStats Cycling Archives |                     |                             |               |               |

### مرحلة 2
هي مرحلة جبلية متوسطة، أقيمت في 10 أغسطس 2022، وامتدّت لمسافة 142.5 كيلومتر. فاز بالمرحلة ويليام مارتن، وكان متصدر الترتيب العام في نهاية المرحلة ويليام مارتن، وكان المتصدر حسب ترتيب النقاط ماتياس سكجلموس جنسن، وكان المتصدر في ترتيب التسلق Hannes Wilksch ‏، وتصدر ترتيب النقاط للشباب ماتياس سكجلموس جنسن، وكان متصدر ترتيب الفرق دكونيك كويك ستب.

| التصنيف العام                           | التصنيف العام       | التصنيف العام          | التصنيف العام | التصنيف العام |
| العداء                                  | العداء              | الفريق                 | الوقت         |               |
| --------------------------------------- | ------------------- | ---------------------- | ------------- | ------------- |
| 1                                       | ويليام مارتن        | Cofidis                | 7 س 04 د 24 ث |               |
| 2                                       | ماتياس سكجلموس جنسن | تريك سيغافريدو         | + 6 ث         |               |
| 3                                       | رودي مولار          | Groupama-FDJ           | + 8 ث         |               |
| 4                                       | Mauri Vansevenant ‏  | Quick-Step Alpha Vinyl | + 12 ث        |               |
| 5                                       | إيفان سوسا          | موفيستار               | + 12 ث        |               |
| 6                                       | Jaakko Hänninen ‏    | AG2R Citroën Team      | + 12 ث        |               |
| 7                                       | سيباستيان رايشنباخ  | Groupama-FDJ           | + 20 ث        |               |
| 8                                       | جورج بينيت          | فريق الإمارات          | + 54 ث        |               |
| 9                                       | جوليان ألافيليب     | Quick-Step Alpha Vinyl | + 1 د 21 ث    |               |
| 10                                      | جيانلوكا برامبيلا   | تريك سيغافريدو         | + 1 د 33 ث    |               |
|                                         |                     |                        |               |               |
| مصادر: ProCyclingStats Cycling Archives |                     |                        |               |               |

### مرحلة 3
هي مرحلة جبلية، أقيمت في 11 أغسطس 2022، وامتدّت لمسافة 128.9 كيلومتر. فاز بالمرحلة أنطونيو بيدرو، وكان متصدر الترتيب العام في نهاية المرحلة ويليام مارتن، وكان المتصدر حسب ترتيب النقاط ماتياس سكجلموس جنسن، وكان المتصدر في ترتيب التسلق Hannes Wilksch ‏، وتصدر ترتيب النقاط للشباب ماتياس سكجلموس جنسن، وكان متصدر ترتيب الفرق تريك سيغافريدو.

| التصنيف العام                           | التصنيف العام       | التصنيف العام          | التصنيف العام  | التصنيف العام |
| العداء                                  | العداء              | الفريق                 | الوقت          |               |
| --------------------------------------- | ------------------- | ---------------------- | -------------- | ------------- |
| 1                                       | ويليام مارتن        | Cofidis                | 10 س 34 د 43 ث |               |
| 2                                       | ماتياس سكجلموس جنسن | تريك سيغافريدو         | + 6 ث          |               |
| 3                                       | رودي مولار          | Groupama-FDJ           | + 8 ث          |               |
| 4                                       | Jaakko Hänninen ‏    | AG2R Citroën Team      | + 12 ث         |               |
| 5                                       | أنطونيو بيدرو       | موفيستار               | + 17 ث         |               |
| 6                                       | سيباستيان رايشنباخ  | Groupama-FDJ           | + 20 ث         |               |
| 7                                       | جورج بينيت          | فريق الإمارات          | + 29 ث         |               |
| 8                                       | Mauri Vansevenant ‏  | Quick-Step Alpha Vinyl | + 1 د 54 ث     |               |
| 9                                       | جيانلوكا برامبيلا   | تريك سيغافريدو         | + 3 د 15 ث     |               |
| 10                                      | أنتوني ديلابلاسي    | اركيا سامسيك           | + 3 د 15 ث     |               |
|                                         |                     |                        |                |               |
| مصادر: ProCyclingStats Cycling Archives |                     |                        |                |               |

## المشاركون
| لوتو سودال LTS | لوتو سودال LTS     | لوتو سودال LTS   |
| -------------- | ------------------ | ---------------- |
| م              | عداء               | مرتبة            |
| 1              | Filippo Conca ‏     | 14               |
| 2              | Sylvain Moniquet ‏  | لم يكمل السباق-3 |
| 3              | Harry Sweeny ‏      | 21               |
| 4              | Harm Vanhoucke ‏    | 57               |
| 5              | Viktor Verschaeve ‏ | 75               |
| 6              | تيم فيلانز         | لم يكمل السباق-3 |

| AG2R Citroën Team ACT | AG2R Citroën Team ACT   | AG2R Citroën Team ACT |
| --------------------- | ----------------------- | --------------------- |
| م                     | عداء                    | مرتبة                 |
| 11                    | جيوفري بوشارد           | لم يكمل السباق-3      |
| 12                    | ليليان كالجمان          | 18                    |
| 13                    | Jaakko Hänninen ‏        | 4                     |
| 14                    | Valentin Paret-Peintre ‏ | 42                    |
| 15                    | Nicolas Prodhomme ‏      | 41                    |
| 16                    | كليمان فنتوريني         | 31                    |

| Cofidis COF | Cofidis COF      | Cofidis COF |
| ----------- | ---------------- | ----------- |
| م           | عداء             | مرتبة       |
| 21          | ويليام مارتن     | 1           |
| 22          | ساندر أرمي       | 80          |
| 23          | François Bidard ‏ | 44          |
| 24          | روبين فرنانديز   | 50          |
| 25          | خيسوس هييرادة    | 39          |
| 26          | Rémy Rochas ‏     | 11          |

| EF Education-EasyPost EFE | EF Education-EasyPost EFE | EF Education-EasyPost EFE |
| ------------------------- | ------------------------- | ------------------------- |
| م                         | عداء                      | مرتبة                     |
| 31                        | Stefan Bissegger ‏         | 76                        |
| 32                        | أودد كريستيان إيكينغ      | 24                        |
| 33                        | Ben Healy (cyclist) ‏      | 30                        |
| 34                        | Andrea Piccolo ‏           | 51                        |
| 36                        | Julius van den Berg ‏      | 77                        |

| Groupama-FDJ GFC | Groupama-FDJ GFC   | Groupama-FDJ GFC |
| ---------------- | ------------------ | ---------------- |
| م                | عداء               | مرتبة            |
| 41               | Clément Davy ‏      | 86               |
| 42               | Fabian Lienhard ‏   | 81               |
| 43               | رودي مولار         | 3                |
| 44               | سيباستيان رايشنباخ | 6                |
| 45               | جيك ستيوارت        | 58               |
| 46               | لارس فان دن بيرغ ‏  | 37               |

| Movistar Team MOV | Movistar Team MOV | Movistar Team MOV |
| ----------------- | ----------------- | ----------------- |
| م                 | عداء              | مرتبة             |
| 51                | إيمانول إرفيتي    | 62                |
| 52                | Abner González ‏   | لم يكمل السباق-3  |
| 53                | Vinícius Rangel ‏  | 84                |
| 54                | أنطونيو بيدرو     | 5                 |
| 55                | غونزالو سيرانو    | 36                |
| 56                | إيفان سوسا        | 49                |

| Quick-Step Alpha Vinyl QST | Quick-Step Alpha Vinyl QST | Quick-Step Alpha Vinyl QST |
| -------------------------- | -------------------------- | -------------------------- |
| م                          | عداء                       | مرتبة                      |
| 61                         | جوليان ألافيليب (طريق)     | 16                         |
| 62                         | ريمي كافانيا               | 70                         |
| 63                         | درايس ديفينينز             | 56                         |
| 64                         | Stan Van Tricht ‏           | 72                         |
| 65                         | Mauri Vansevenant ‏         | 8                          |
| 66                         | Louis Vervaeke ‏            | لم يكمل السباق-3           |

| Trek-Segafredo TFS | Trek-Segafredo TFS | Trek-Segafredo TFS |
| ------------------ | ------------------ | ------------------ |
| م                  | عداء               | مرتبة              |
| 71                 | جوليان برنارد      | 13                 |
| 72                 | جيانلوكا برامبيلا  | 9                  |
| 73                 | ماركوس هويلجارد    | 32                 |
| 74                 | ألكسندر كامب       | 78                 |
| 75                 | Mattias Skjelmose  | 2                  |
| 76                 | Thibau Nys ‏        | 48                 |

| UAE Team Emirates UAD | UAE Team Emirates UAD | UAE Team Emirates UAD |
| --------------------- | --------------------- | --------------------- |
| م                     | عداء                  | مرتبة                 |
| 81                    | Andrés Ardila ‏        | لم يكمل السباق-3      |
| 82                    | جورج بينيت            | 7                     |
| 83                    | Arthur Kluckers ‏      | 69                    |
| 84                    | ريان جيبونز           | 38                    |
| 85                    | فيليكس جروس           | لم يكمل السباق-3      |
| 86                    | جويل سوتير            | لم يكمل السباق-3      |

| Arkéa-Samsic ARK | Arkéa-Samsic ARK    | Arkéa-Samsic ARK |
| ---------------- | ------------------- | ---------------- |
| م                | عداء                | مرتبة            |
| 91               | أنتوني ديلابلاسي    | 10               |
| 92               | ميشيل رييس          | 61               |
| 93               | نيكولاس ايديت       | لم يبدأ-3        |
| 94               | ايلي جيسبرت         | 25               |
| 95               | Simon Guglielmi ‏    | 27               |
| 96               | Thibault Guernalec ‏ | 43               |

| فيتال كونسبت ‏ BBK | فيتال كونسبت ‏ BBK      | فيتال كونسبت ‏ BBK |
| ----------------- | ---------------------- | ----------------- |
| م                 | عداء                   | مرتبة             |
| 101               | بيير باربييه           | لم يبدأ-2         |
| 102               | ألان بوالو ‏            | 54                |
| 103               | Maxime Chevalier ‏      | 28                |
| 104               | سيريل غوتييه           | 65                |
| 105               | جوناثان إيفيرت         | لم يكمل السباق-2  |
| 106               | Sebastian Schönberger ‏ | لم يكمل السباق-3  |

| إيولو كوميت ‏ EOK | إيولو كوميت ‏ EOK     | إيولو كوميت ‏ EOK |
| ---------------- | -------------------- | ---------------- |
| م                | عداء                 | مرتبة            |
| 111              | بيترو بيفيلاكوا      | لم يكمل السباق-3 |
| 112              | مارك كريستيان        | 59               |
| 113              | Giovanni Lonardi ‏    | لم يكمل السباق-3 |
| 114              | Alessandro Fancellu ‏ | 12               |
| 115              | مارتون دينا          | لم يكمل السباق-3 |
| 116              | Alejandro Ropero ‏    | لم يكمل السباق-3 |

| TotalEnergies TEN | TotalEnergies TEN | TotalEnergies TEN |
| ----------------- | ----------------- | ----------------- |
| م                 | عداء              | مرتبة             |
| 121               | جيريمي كابوت      | 47                |
| 122               | Alan Jousseaume ‏  | 34                |
| 123               | Paul Ourselin ‏    | 19                |
| 124               | كريستيان رودريغيز | 46                |
| 125               | Geoffrey Soupe ‏   | لم يكمل السباق-3  |
| 126               | Mattéo Vercher ‏   | 68                |

| XDS Astana Development Team ‏ AQD | XDS Astana Development Team ‏ AQD | XDS Astana Development Team ‏ AQD |
| -------------------------------- | -------------------------------- | -------------------------------- |
| م                                | عداء                             | مرتبة                            |
| 131                              | Alexander Winokurow              | لم يكمل السباق-3                 |
| 132                              | Nicolas Vinokurov ‏               | 22                               |
| 133                              | Daniil Pronskiy ‏                 | 52                               |
| 134                              | Andrey Remkhe ‏                   | لم يكمل السباق-3                 |
| 135                              | Orken Slamzhanov‏                 | لم يكمل السباق-3                 |
| 136                              | Nurbergen Nurlykhassym ‏          | 82                               |

| إتش بي بي تي بي – أوبير 93 ‏ AUB | إتش بي بي تي بي – أوبير 93 ‏ AUB | إتش بي بي تي بي – أوبير 93 ‏ AUB |
| ------------------------------- | ------------------------------- | ------------------------------- |
| م                               | عداء                            | مرتبة                           |
| 141                             | Romain Cardis ‏                  | 71                              |
| 142                             | Nicolas Debeaumarché ‏           | 40                              |
| 143                             | Tony Hurel ‏                     | لم يكمل السباق-3                |
| 144                             | Thomas Gachignard ‏              | 74                              |
| 145                             | Stéphane Rossetto ‏              | 53                              |
| 146                             | Jason Tesson ‏                   | لم يكمل السباق-3                |

| Van Rysel–Roubaix ‏ GRL | Van Rysel–Roubaix ‏ GRL | Van Rysel–Roubaix ‏ GRL |
| ---------------------- | ---------------------- | ---------------------- |
| م                      | عداء                   | مرتبة                  |
| 151                    | Clément Carisey ‏       | لم يكمل السباق-3       |
| 152                    | Maxime Jarnet ‏         | 60                     |
| 153                    | افالداس سيسكفهيوس      | لم يكمل السباق-2       |
| 154                    | Jérémy Leveau ‏         | لم يبدأ-3              |
| 155                    | Maximilien Juillard ‏   | 29                     |
| 156                    | Gwen Leclainche ‏       | 79                     |

| Nice Métropole Côte d'Azur ‏ NMC | Nice Métropole Côte d'Azur ‏ NMC | Nice Métropole Côte d'Azur ‏ NMC |
| ------------------------------- | ------------------------------- | ------------------------------- |
| م                               | عداء                            | مرتبة                           |
| 161                             | Julien Amadori ‏                 | لم يكمل السباق-3                |
| 162                             | Kévin Besson ‏                   | 66                              |
| 163                             | Edouard Bonnefoix ‏              | 83                              |
| 164                             | Mathis Lebeau‏                   | 85                              |
| 165                             | Antoine Berlin ‏                 | 55                              |
| 166                             | Andrea Mifsud ‏                  |                                 |

| فريق ريوال للدراجات ‏ RIW | فريق ريوال للدراجات ‏ RIW | فريق ريوال للدراجات ‏ RIW |
| ------------------------ | ------------------------ | ------------------------ |
| م                        | عداء                     | مرتبة                    |
| 171                      | لوكاس أريكسون            | 33                       |
| 172                      | جاكوب أريكسون ‏           | لم يكمل السباق-3         |
| 173                      | ماتياس بريجنهوج ‏         | 15                       |
| 174                      | Loïc Bettendorff ‏        | لم يكمل السباق-3         |
| 175                      | مارتين بودينغ ‏           | لم يكمل السباق-2         |
| 176                      | Kasper Viberg Søgaard ‏   | OTL-3                    |

| CIC U Nantes Atlantique ‏ 194 | CIC U Nantes Atlantique ‏ 194 | CIC U Nantes Atlantique ‏ 194 |
| ---------------------------- | ---------------------------- | ---------------------------- |
| م                            | عداء                         | مرتبة                        |
| 181                          | FRA                          | 64                           |
| 182                          | Jordan Jegat ‏                | 20                           |
| 183                          | Yaël Joalland ‏               | 67                           |
| 184                          | Mathias Le Turnier ‏          | 35                           |
| 185                          | Axel Mariault ‏               | 17                           |
| 186                          | Louis Richard ‏               | 26                           |

| منتخب ألمانيا الوطني لسباق الدراجات على الطريق للرجال تحت 23 سنة ‏ GER | منتخب ألمانيا الوطني لسباق الدراجات على الطريق للرجال تحت 23 سنة ‏ GER | منتخب ألمانيا الوطني لسباق الدراجات على الطريق للرجال تحت 23 سنة ‏ GER |
| --------------------------------------------------------------------- | --------------------------------------------------------------------- | --------------------------------------------------------------------- |
| م                                                                     | عداء                                                                  | مرتبة                                                                 |
| 191                                                                   | بيرمين بنز ‏                                                           | لم يكمل السباق-3                                                      |
| 192                                                                   | Luca Dreßler ‏                                                         | لم يكمل السباق-2                                                      |
| 193                                                                   | Pierre-Pascal Keup ‏                                                   | 73                                                                    |
| 194                                                                   | Moritz Kretschy ‏                                                      | 63                                                                    |
| 195                                                                   | Jannis Peter ‏                                                         | 45                                                                    |
| 196                                                                   | Hannes Wilksch ‏                                                       | 23                                                                    |

| لوتو سودال LTS | لوتو سودال LTS     | لوتو سودال LTS   |
| -------------- | ------------------ | ---------------- |
| م              | عداء               | مرتبة            |
| 1              | Filippo Conca ‏     | 14               |
| 2              | Sylvain Moniquet ‏  | لم يكمل السباق-3 |
| 3              | Harry Sweeny ‏      | 21               |
| 4              | Harm Vanhoucke ‏    | 57               |
| 5              | Viktor Verschaeve ‏ | 75               |
| 6              | تيم فيلانز         | لم يكمل السباق-3 |

| AG2R Citroën Team ACT | AG2R Citroën Team ACT   | AG2R Citroën Team ACT |
| --------------------- | ----------------------- | --------------------- |
| م                     | عداء                    | مرتبة                 |
| 11                    | جيوفري بوشارد           | لم يكمل السباق-3      |
| 12                    | ليليان كالجمان          | 18                    |
| 13                    | Jaakko Hänninen ‏        | 4                     |
| 14                    | Valentin Paret-Peintre ‏ | 42                    |
| 15                    | Nicolas Prodhomme ‏      | 41                    |
| 16                    | كليمان فنتوريني         | 31                    |

| Cofidis COF | Cofidis COF      | Cofidis COF |
| ----------- | ---------------- | ----------- |
| م           | عداء             | مرتبة       |
| 21          | ويليام مارتن     | 1           |
| 22          | ساندر أرمي       | 80          |
| 23          | François Bidard ‏ | 44          |
| 24          | روبين فرنانديز   | 50          |
| 25          | خيسوس هييرادة    | 39          |
| 26          | Rémy Rochas ‏     | 11          |

| EF Education-EasyPost EFE | EF Education-EasyPost EFE | EF Education-EasyPost EFE |
| ------------------------- | ------------------------- | ------------------------- |
| م                         | عداء                      | مرتبة                     |
| 31                        | Stefan Bissegger ‏         | 76                        |
| 32                        | أودد كريستيان إيكينغ      | 24                        |
| 33                        | Ben Healy (cyclist) ‏      | 30                        |
| 34                        | Andrea Piccolo ‏           | 51                        |
| 36                        | Julius van den Berg ‏      | 77                        |

| Groupama-FDJ GFC | Groupama-FDJ GFC   | Groupama-FDJ GFC |
| ---------------- | ------------------ | ---------------- |
| م                | عداء               | مرتبة            |
| 41               | Clément Davy ‏      | 86               |
| 42               | Fabian Lienhard ‏   | 81               |
| 43               | رودي مولار         | 3                |
| 44               | سيباستيان رايشنباخ | 6                |
| 45               | جيك ستيوارت        | 58               |
| 46               | لارس فان دن بيرغ ‏  | 37               |

| Movistar Team MOV | Movistar Team MOV | Movistar Team MOV |
| ----------------- | ----------------- | ----------------- |
| م                 | عداء              | مرتبة             |
| 51                | إيمانول إرفيتي    | 62                |
| 52                | Abner González ‏   | لم يكمل السباق-3  |
| 53                | Vinícius Rangel ‏  | 84                |
| 54                | أنطونيو بيدرو     | 5                 |
| 55                | غونزالو سيرانو    | 36                |
| 56                | إيفان سوسا        | 49                |

| Quick-Step Alpha Vinyl QST | Quick-Step Alpha Vinyl QST | Quick-Step Alpha Vinyl QST |
| -------------------------- | -------------------------- | -------------------------- |
| م                          | عداء                       | مرتبة                      |
| 61                         | جوليان ألافيليب (طريق)     | 16                         |
| 62                         | ريمي كافانيا               | 70                         |
| 63                         | درايس ديفينينز             | 56                         |
| 64                         | Stan Van Tricht ‏           | 72                         |
| 65                         | Mauri Vansevenant ‏         | 8                          |
| 66                         | Louis Vervaeke ‏            | لم يكمل السباق-3           |

| Trek-Segafredo TFS | Trek-Segafredo TFS | Trek-Segafredo TFS |
| ------------------ | ------------------ | ------------------ |
| م                  | عداء               | مرتبة              |
| 71                 | جوليان برنارد      | 13                 |
| 72                 | جيانلوكا برامبيلا  | 9                  |
| 73                 | ماركوس هويلجارد    | 32                 |
| 74                 | ألكسندر كامب       | 78                 |
| 75                 | Mattias Skjelmose  | 2                  |
| 76                 | Thibau Nys ‏        | 48                 |

| UAE Team Emirates UAD | UAE Team Emirates UAD | UAE Team Emirates UAD |
| --------------------- | --------------------- | --------------------- |
| م                     | عداء                  | مرتبة                 |
| 81                    | Andrés Ardila ‏        | لم يكمل السباق-3      |
| 82                    | جورج بينيت            | 7                     |
| 83                    | Arthur Kluckers ‏      | 69                    |
| 84                    | ريان جيبونز           | 38                    |
| 85                    | فيليكس جروس           | لم يكمل السباق-3      |
| 86                    | جويل سوتير            | لم يكمل السباق-3      |

| Arkéa-Samsic ARK | Arkéa-Samsic ARK    | Arkéa-Samsic ARK |
| ---------------- | ------------------- | ---------------- |
| م                | عداء                | مرتبة            |
| 91               | أنتوني ديلابلاسي    | 10               |
| 92               | ميشيل رييس          | 61               |
| 93               | نيكولاس ايديت       | لم يبدأ-3        |
| 94               | ايلي جيسبرت         | 25               |
| 95               | Simon Guglielmi ‏    | 27               |
| 96               | Thibault Guernalec ‏ | 43               |

| فيتال كونسبت ‏ BBK | فيتال كونسبت ‏ BBK      | فيتال كونسبت ‏ BBK |
| ----------------- | ---------------------- | ----------------- |
| م                 | عداء                   | مرتبة             |
| 101               | بيير باربييه           | لم يبدأ-2         |
| 102               | ألان بوالو ‏            | 54                |
| 103               | Maxime Chevalier ‏      | 28                |
| 104               | سيريل غوتييه           | 65                |
| 105               | جوناثان إيفيرت         | لم يكمل السباق-2  |
| 106               | Sebastian Schönberger ‏ | لم يكمل السباق-3  |

| إيولو كوميت ‏ EOK | إيولو كوميت ‏ EOK     | إيولو كوميت ‏ EOK |
| ---------------- | -------------------- | ---------------- |
| م                | عداء                 | مرتبة            |
| 111              | بيترو بيفيلاكوا      | لم يكمل السباق-3 |
| 112              | مارك كريستيان        | 59               |
| 113              | Giovanni Lonardi ‏    | لم يكمل السباق-3 |
| 114              | Alessandro Fancellu ‏ | 12               |
| 115              | مارتون دينا          | لم يكمل السباق-3 |
| 116              | Alejandro Ropero ‏    | لم يكمل السباق-3 |

| TotalEnergies TEN | TotalEnergies TEN | TotalEnergies TEN |
| ----------------- | ----------------- | ----------------- |
| م                 | عداء              | مرتبة             |
| 121               | جيريمي كابوت      | 47                |
| 122               | Alan Jousseaume ‏  | 34                |
| 123               | Paul Ourselin ‏    | 19                |
| 124               | كريستيان رودريغيز | 46                |
| 125               | Geoffrey Soupe ‏   | لم يكمل السباق-3  |
| 126               | Mattéo Vercher ‏   | 68                |

| XDS Astana Development Team ‏ AQD | XDS Astana Development Team ‏ AQD | XDS Astana Development Team ‏ AQD |
| -------------------------------- | -------------------------------- | -------------------------------- |
| م                                | عداء                             | مرتبة                            |
| 131                              | Alexander Winokurow              | لم يكمل السباق-3                 |
| 132                              | Nicolas Vinokurov ‏               | 22                               |
| 133                              | Daniil Pronskiy ‏                 | 52                               |
| 134                              | Andrey Remkhe ‏                   | لم يكمل السباق-3                 |
| 135                              | Orken Slamzhanov‏                 | لم يكمل السباق-3                 |
| 136                              | Nurbergen Nurlykhassym ‏          | 82                               |

| إتش بي بي تي بي – أوبير 93 ‏ AUB | إتش بي بي تي بي – أوبير 93 ‏ AUB | إتش بي بي تي بي – أوبير 93 ‏ AUB |
| ------------------------------- | ------------------------------- | ------------------------------- |
| م                               | عداء                            | مرتبة                           |
| 141                             | Romain Cardis ‏                  | 71                              |
| 142                             | Nicolas Debeaumarché ‏           | 40                              |
| 143                             | Tony Hurel ‏                     | لم يكمل السباق-3                |
| 144                             | Thomas Gachignard ‏              | 74                              |
| 145                             | Stéphane Rossetto ‏              | 53                              |
| 146                             | Jason Tesson ‏                   | لم يكمل السباق-3                |

| Van Rysel–Roubaix ‏ GRL | Van Rysel–Roubaix ‏ GRL | Van Rysel–Roubaix ‏ GRL |
| ---------------------- | ---------------------- | ---------------------- |
| م                      | عداء                   | مرتبة                  |
| 151                    | Clément Carisey ‏       | لم يكمل السباق-3       |
| 152                    | Maxime Jarnet ‏         | 60                     |
| 153                    | افالداس سيسكفهيوس      | لم يكمل السباق-2       |
| 154                    | Jérémy Leveau ‏         | لم يبدأ-3              |
| 155                    | Maximilien Juillard ‏   | 29                     |
| 156                    | Gwen Leclainche ‏       | 79                     |

| Nice Métropole Côte d'Azur ‏ NMC | Nice Métropole Côte d'Azur ‏ NMC | Nice Métropole Côte d'Azur ‏ NMC |
| ------------------------------- | ------------------------------- | ------------------------------- |
| م                               | عداء                            | مرتبة                           |
| 161                             | Julien Amadori ‏                 | لم يكمل السباق-3                |
| 162                             | Kévin Besson ‏                   | 66                              |
| 163                             | Edouard Bonnefoix ‏              | 83                              |
| 164                             | Mathis Lebeau‏                   | 85                              |
| 165                             | Antoine Berlin ‏                 | 55                              |
| 166                             | Andrea Mifsud ‏                  |                                 |

| فريق ريوال للدراجات ‏ RIW | فريق ريوال للدراجات ‏ RIW | فريق ريوال للدراجات ‏ RIW |
| ------------------------ | ------------------------ | ------------------------ |
| م                        | عداء                     | مرتبة                    |
| 171                      | لوكاس أريكسون            | 33                       |
| 172                      | جاكوب أريكسون ‏           | لم يكمل السباق-3         |
| 173                      | ماتياس بريجنهوج ‏         | 15                       |
| 174                      | Loïc Bettendorff ‏        | لم يكمل السباق-3         |
| 175                      | مارتين بودينغ ‏           | لم يكمل السباق-2         |
| 176                      | Kasper Viberg Søgaard ‏   | OTL-3                    |

| CIC U Nantes Atlantique ‏ 194 | CIC U Nantes Atlantique ‏ 194 | CIC U Nantes Atlantique ‏ 194 |
| ---------------------------- | ---------------------------- | ---------------------------- |
| م                            | عداء                         | مرتبة                        |
| 181                          | FRA                          | 64                           |
| 182                          | Jordan Jegat ‏                | 20                           |
| 183                          | Yaël Joalland ‏               | 67                           |
| 184                          | Mathias Le Turnier ‏          | 35                           |
| 185                          | Axel Mariault ‏               | 17                           |
| 186                          | Louis Richard ‏               | 26                           |

| منتخب ألمانيا الوطني لسباق الدراجات على الطريق للرجال تحت 23 سنة ‏ GER | منتخب ألمانيا الوطني لسباق الدراجات على الطريق للرجال تحت 23 سنة ‏ GER | منتخب ألمانيا الوطني لسباق الدراجات على الطريق للرجال تحت 23 سنة ‏ GER |
| --------------------------------------------------------------------- | --------------------------------------------------------------------- | --------------------------------------------------------------------- |
| م                                                                     | عداء                                                                  | مرتبة                                                                 |
| 191                                                                   | بيرمين بنز ‏                                                           | لم يكمل السباق-3                                                      |
| 192                                                                   | Luca Dreßler ‏                                                         | لم يكمل السباق-2                                                      |
| 193                                                                   | Pierre-Pascal Keup ‏                                                   | 73                                                                    |
| 194                                                                   | Moritz Kretschy ‏                                                      | 63                                                                    |
| 195                                                                   | Jannis Peter ‏                                                         | 45                                                                    |
| 196                                                                   | Hannes Wilksch ‏                                                       | 23                                                                    |

## التصنيف العام النهائي
| التصنيف العام                                            | التصنيف العام       | التصنيف العام          | التصنيف العام  | التصنيف العام |
| العداء                                                   | العداء              | الفريق                 | الوقت          |               |
| -------------------------------------------------------- | ------------------- | ---------------------- | -------------- | ------------- |
| 1                                                        | ويليام مارتن        | Cofidis                | 10 س 34 د 43 ث |               |
| 2                                                        | ماتياس سكجلموس جنسن | تريك سيغافريدو         | + 6 ث          |               |
| 3                                                        | رودي مولار          | Groupama-FDJ           | + 8 ث          |               |
| 4                                                        | Jaakko Hänninen ‏    | AG2R Citroën Team      | + 12 ث         |               |
| 5                                                        | أنطونيو بيدرو       | موفيستار               | + 17 ث         |               |
| 6                                                        | سيباستيان رايشنباخ  | Groupama-FDJ           | + 20 ث         |               |
| 7                                                        | جورج بينيت          | فريق الإمارات          | + 29 ث         |               |
| 8                                                        | Mauri Vansevenant ‏  | Quick-Step Alpha Vinyl | + 1 د 54 ث     |               |
| 9                                                        | جيانلوكا برامبيلا   | تريك سيغافريدو         | + 3 د 15 ث     |               |
| 10                                                       | أنتوني ديلابلاسي    | اركيا سامسيك           | + 3 د 15 ث     |               |
|                                                          |                     |                        |                |               |
| مصادر: ProCyclingStats Cycling Quotient Cycling Archives |                     |                        |                |               |

### تصنيف النقاط
| تصنيف النقاط                                             | تصنيف النقاط        | تصنيف النقاط                | تصنيف النقاط | تصنيف النقاط |
| العداء                                                   | العداء              | الفريق                      | النقاط       |              |
| -------------------------------------------------------- | ------------------- | --------------------------- | ------------ | ------------ |
| 1                                                        | ماتياس سكجلموس جنسن | تريك سيغافريدو              | 44 نقطة      |              |
| 2                                                        | ويليام مارتن        | Cofidis                     | 34 نقطة      |              |
| 3                                                        | رودي مولار          | Groupama-FDJ                | 28 نقطة      |              |
| 4                                                        | أنطونيو بيدرو       | موفيستار                    | 25 نقطة      |              |
| 5                                                        | جيك ستيوارت         | Groupama-FDJ                | 25 نقطة      |              |
| 6                                                        | جورج بينيت          | فريق الإمارات               | 24 نقطة      |              |
| 7                                                        | Jaakko Hänninen ‏    | AG2R Citroën Team           | 20 نقطة      |              |
| 8                                                        | Harry Sweeny ‏       | لوتو سودال                  | 20 نقطة      |              |
| 9                                                        | Romain Cardis ‏      | إتش بي بي تي بي – أوبير 93 ‏ | 20 نقطة      |              |
| 10                                                       | سيباستيان رايشنباخ  | Groupama-FDJ                | 19 نقطة      |              |
|                                                          |                     |                             |              |              |
| مصادر: ProCyclingStats Cycling Quotient Cycling Archives |                     |                             |              |              |

### تصنيف الجبال
| تصنيف الجبال                                             | تصنيف الجبال        | تصنيف الجبال                           | تصنيف الجبال | تصنيف الجبال |
| العداء                                                   | العداء              | الفريق                                 | النقاط       |              |
| -------------------------------------------------------- | ------------------- | -------------------------------------- | ------------ | ------------ |
| 1                                                        | Hannes Wilksch ‏     | Development Team DSM–Firmenich PostNL ‏ | 42 نقطة      |              |
| 2                                                        | أنطونيو بيدرو       | موفيستار                               | 33 نقطة      |              |
| 3                                                        | Louis Richard ‏      | CIC U Nantes Atlantique ‏               | 25 نقطة      |              |
| 4                                                        | جوليان ألافيليب     | Quick-Step Alpha Vinyl                 | 23 نقطة      |              |
| 5                                                        | ماتياس سكجلموس جنسن | تريك سيغافريدو                         | 18 نقطة      |              |
| 6                                                        | جورج بينيت          | فريق الإمارات                          | 16 نقطة      |              |
| 7                                                        | Rémy Rochas ‏        | Cofidis                                | 10 نقطة      |              |
| 8                                                        | إيفان سوسا          | موفيستار                               | 10 نقطة      |              |
| 9                                                        | ويليام مارتن        | Cofidis                                | 9 نقطة       |              |
| 10                                                       | Stefan Bissegger ‏   | EF Education-EasyPost                  | 8 نقطة       |              |
|                                                          |                     |                                        |              |              |
| مصادر: ProCyclingStats Cycling Quotient Cycling Archives |                     |                                        |              |              |

## تصنيف الفرق

### الفرق حسب الوقت
| تصنيف الفرق حسب الوقت                                    | تصنيف الفرق حسب الوقت    | تصنيف الفرق حسب الوقت | تصنيف الفرق حسب الوقت |
| الفريق                                                   | الفريق                   | الوقت                 |                       |
| -------------------------------------------------------- | ------------------------ | --------------------- | --------------------- |
| 1                                                        | تريك سيغافريدو           | 31 س 52 د 46 ث        |                       |
| 2                                                        | AG2R Citroën Team        | + 1 د 42 ث            |                       |
| 3                                                        | Groupama-FDJ             | + 7 د 38 ث            |                       |
| 4                                                        | Cofidis                  | + 9 د 55 ث            |                       |
| 5                                                        | Quick-Step Alpha Vinyl   | + 17 د 25 ث           |                       |
| 6                                                        | CIC U Nantes Atlantique ‏ | + 19 د 12 ث           |                       |
| 7                                                        | موفيستار                 | + 21 د 27 ث           |                       |
| 8                                                        | اركيا سامسيك             | + 21 د 28 ث           |                       |
| 9                                                        | TotalEnergies            | + 29 د 06 ث           |                       |
| 10                                                       | لوتو سودال               | + 30 د 40 ث           |                       |
|                                                          |                          |                       |                       |
| مصادر: ProCyclingStats Cycling Quotient Cycling Archives |                          |                       |                       |

## تصانيف فرعية

### تصنيف أفضل شاب
| تصنيف أفضل شاب                                           | تصنيف أفضل شاب          | تصنيف أفضل شاب                         | تصنيف أفضل شاب | تصنيف أفضل شاب |
| العداء                                                   | العداء                  | الفريق                                 | الوقت          |                |
| -------------------------------------------------------- | ----------------------- | -------------------------------------- | -------------- | -------------- |
| 1                                                        | ماتياس سكجلموس جنسن     | تريك سيغافريدو                         | 10 س 34 د 49 ث |                |
| 2                                                        | Mauri Vansevenant ‏      | Quick-Step Alpha Vinyl                 | + 1 د 48 ث     |                |
| 3                                                        | Alessandro Fancellu ‏    | إيولو كوميت ‏                           | + 4 د 56 ث     |                |
| 4                                                        | Jordan Jegat ‏           | CIC U Nantes Atlantique ‏               | + 8 د 37 ث     |                |
| 5                                                        | Nicolas Vinokurov ‏      | XDS Astana Development Team ‏           | + 8 د 50 ث     |                |
| 6                                                        | Hannes Wilksch ‏         | Development Team DSM–Firmenich PostNL ‏ | + 12 د 10 ث    |                |
| 7                                                        | Maxime Chevalier ‏       | فيتال كونسبت ‏                          | + 14 د 19 ث    |                |
| 8                                                        | Maximilien Juillard ‏    | Van Rysel–Roubaix ‏                     | + 15 د 30 ث    |                |
| 9                                                        | Ben Healy (cyclist) ‏    | EF Education-EasyPost                  | + 15 د 41 ث    |                |
| 10                                                       | Valentin Paret-Peintre ‏ | AG2R Citroën Team                      | + 20 د 05 ث    |                |
|                                                          |                         |                                        |                |                |
| مصادر: ProCyclingStats Cycling Quotient Cycling Archives |                         |                                        |                |                |

## وصلات خارجية
- الموقع الرسمي
- لمحة عن سباق طواف أين 2022 على موقع  ProCyclingStats   (برو  سايكلنج  ستاتس) - إحصاءات  محترفي  الدراجات.
- طواف أين 2022 على موقع إحصائيات الدراجات الإحترافية (الإنجليزية)
- طواف أين 2022 في موقع Cycling Archives سايكلنج أركايفز